# Aeolian harp (Cowell)
Aeolian harp és una obra per a piano de l'any 1923 del compositor experimental estatunidenc Henry Cowell, que va ser introduït a les tècniques de composició experimental pel seu mestre Charles Seeger, en què explora noves possibilitats sonores del piano.

## El concepte deString piano
L'arpa eòlica és un instrument de corda que sona amb els corrents de vent. Es diu així pel déu Èol, déu del vent en la mitologia grega. A més de la seva presència i popularització durant l'època del Romanticisme a Europa, també s'usen a la Xina i Indonèsia; devia ser l'interès de Cowell per les músiques del món qui va dur-lo a investigar la sonoritat d'aquest curiós instrument i a usar, finalment, el String piano.
"When I wanted to compose a piece around the idea of an Aeolian harp, which is a tiny wind harp to be hung in a window so that the wind will produce sound from the silk strings, the tones of the piano seemed a little bit too crass. So it suggested itself to me that if one could only play the harmonies on the strings of the piano directly, that you could have those gusty differences between loud and extreme soft that you might get on a real Aeolian harp. And so a method of playing the chords on the strings was worked out"
Cowell va encunyar el terme string piano per descriure la tècnica pianística en què el so es produeix per la manipulació directa de les cordes del piano. Aquesta tècnica va inspirar John Cage, alumne de Cowell, en el desenvolupament del piano preparat.
Hi ha molts exemples en l'obra de Cowell de l'ús d'aquesta tècnica combinada amb l'ús convencional del teclat: The Fairy Bells (1928), en què uns clústers acompanyen una melodia senzilla directament pinçada a les cordes; o Piece for Piano with Strings (1923), que és de molt interès per la seva forma rapsòdica (pot ser llegida com un catàleg de les noves sonoritats pianístiques de Cowell).
La primera obra de Cowell on hi usa exclusivament el string piano és The Aeolian Harp, una peça tonal, harmònicament simple, on l'intèrpret ha de:
- pinçar cordes concretes del piano –efecte de pizzicato
- rascar amb el dit o l'ungla les cordes del piano mentre es prem al teclat un acord, sense que els martellets arribin a fer sonar les cordes –efecte arpa.

## Interpretació de l'obra
Per interpretar Aeolian harp cal prémer els acords al teclat sense que els martellets arribin a fer sonar les cordes i després rascar els acords a les cordes. Per això, la partitura de la peça consta de notació convencional, que indica els acords que han de sonar, i d'unes línies ondulades, similars a les dels arpegiats, amb una fletxa que indica el sentit en què s'han de rascar les cordes (ascendent o descendent).
L'obra té un total de vint-i-sis compassos. Els primers cinc compassos de la peça alternen els arpegiats ascendents i descendents, però la resta de l'obra n'usa només d'ascendents. Aquest efecte d'arpa es combina amb compassos en què l'intèrpret ha de pinçar un arpegi corda a corda, ha de fer un pizzicato. La combinació d'aquests dos procediments és el que estructura aquesta obra: Aeolian harp consta de quatre fragments d'un patró d'acords separats per dos compassos d'un arpegi pinçat.
| Compassos | 1-5   | 6-7       | 8-12a | 12b-13    | 14-18a | 18b-19    | 20-24 | 25-26     |
| Patró     | acord | pizzicato | acord | pizzicato | acord  | pizzicato | acord | pizzicato |

Quant a indicacions per a la interpretació, Cowell hi indica dinàmiques, que van des del p al ff, però no hi indica cap crescendo ni decrescendo. Als comentaris de l'autor sobre l'obra, diu que hi procurava una exposició de les “gusty differences between loud and extreme soft”. I pel que fa al tempo, s'indica al principi de la partitura que ha de ser Rubato; les diverses versions enregistrades que hi ha a l'obra difereixen, sobretot, en la velocitat i l'oscil·lació en el tempo.

## Etapa compositiva
Cowell no va iniciar la seva formació musical acadèmica fins als setze anys, però abans ja havia compost diverses peces. És justament a aquesta formació autodidacta prèvia a què se li atribueix la caracterització del seu estil. Es diu que va tenir més contacte amb músiques ètniques no occidentals que no pas amb la tradició occidental. Va conèixer la música xinesa, japonesa i índia al seu barri de San Francisco, les cançons populars irlandeses a través de la família del seu pare, les melodies folklòriques de Iowa a través de la seva mare. I es fixava també en els sons del seu voltant, tot buscant-hi un interès musical: el so del vent, de les onades o del pas dels trens.
Les seves primeres obres, de principis dels anys 20, com per exemple The tides of Manaunaun, The Banshee o Aeolian harp, experimenta amb diversos timbres i sonoritats del piano amb harmonies, en canvi, més aviat convencionals. El seu debut a Nova York l'any 1924 en un recital de piano el va projectar a un reconeixement nacional, que li va permetre fer més gires pels Estats Units i fer-ne cinc per Europa, que li van servir per establir contactes amb músics europeus reconeguts, com ara Schoenberg, que va convidar-lo a tocar a una classe seva de composició a Berlín.

Mentrestant, va intensificar la seva recerca en músiques no europees; va col·laborar amb Théremin en la creació del Rythmicon, un instrument electrònic que produeix complexes polirítmies; va desenvolupar l'ús dels clústers; va explorar els principis de la indeterminació en les seves composicions, tot donant gran llibertat a l'intèrpret a l'hora de tocar-les; va provar i teoritzar diferents metodologies compositives en què posava en relació les estructures rítmiques i les melòdiques i harmòniques. Es diu sovint que Cowell era incapaç de rebutjar i excloure de la seva música cap idea que li interessés. En paraules del compositor i director d'orquestra nord-americà Hugo Weisgall:
The mass of the [Cowell's] music becomes more manageable, perhaps, if it is examined like a genealogical table. The family line is enterely free of prejudice; the principle of segregation is never invoked. Marriages are based on mutual attraction, and take place both within and without the clan. Progeny reveal a variety of inherited traits, some of which remain cominant through several generations; some are sports, which may appear only once, or may be developed in turn into new strain. This is a very living music.